# Nordsternhaus (Essen)

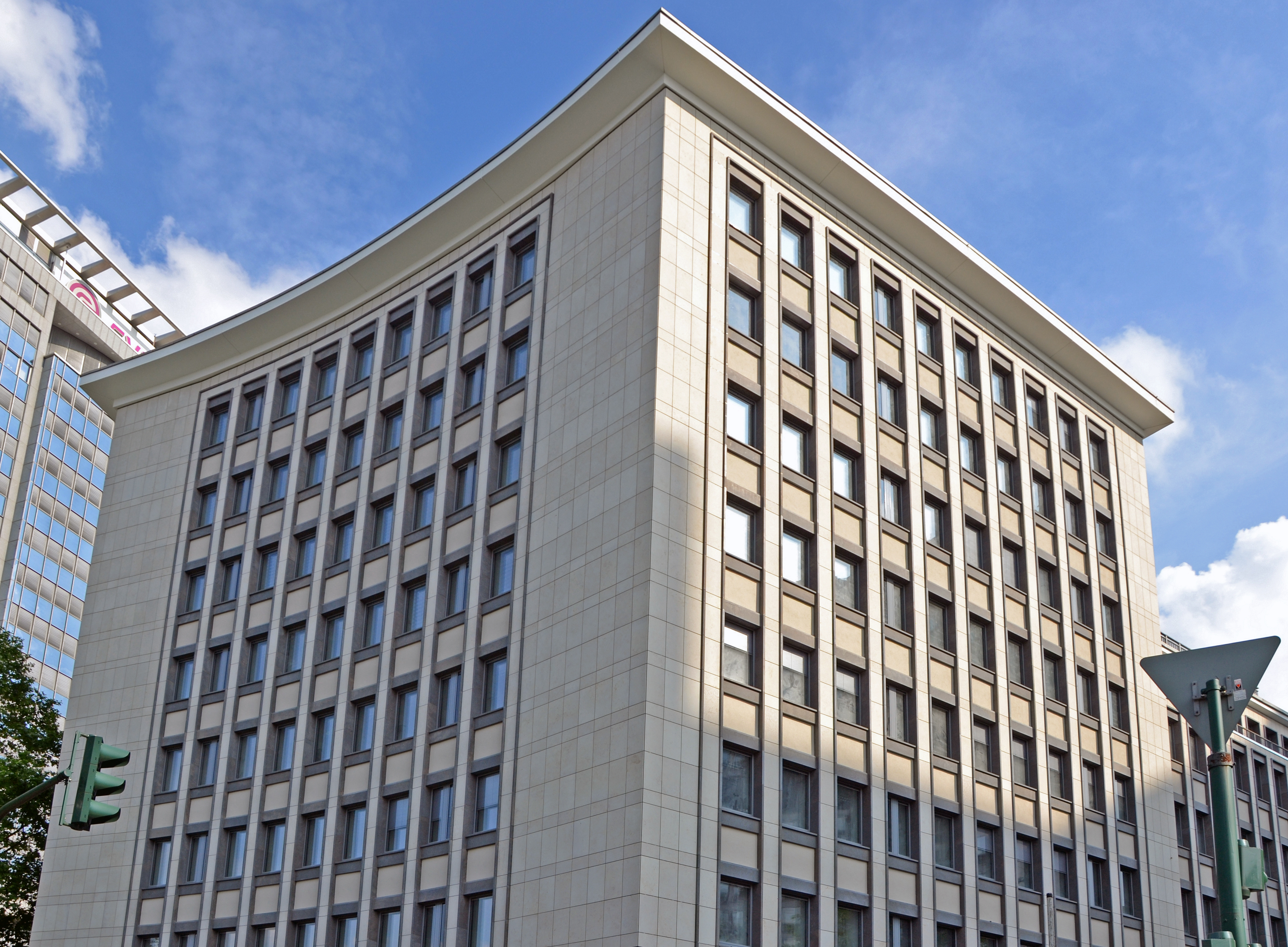
Nordsternhaus im Essener Südviertel

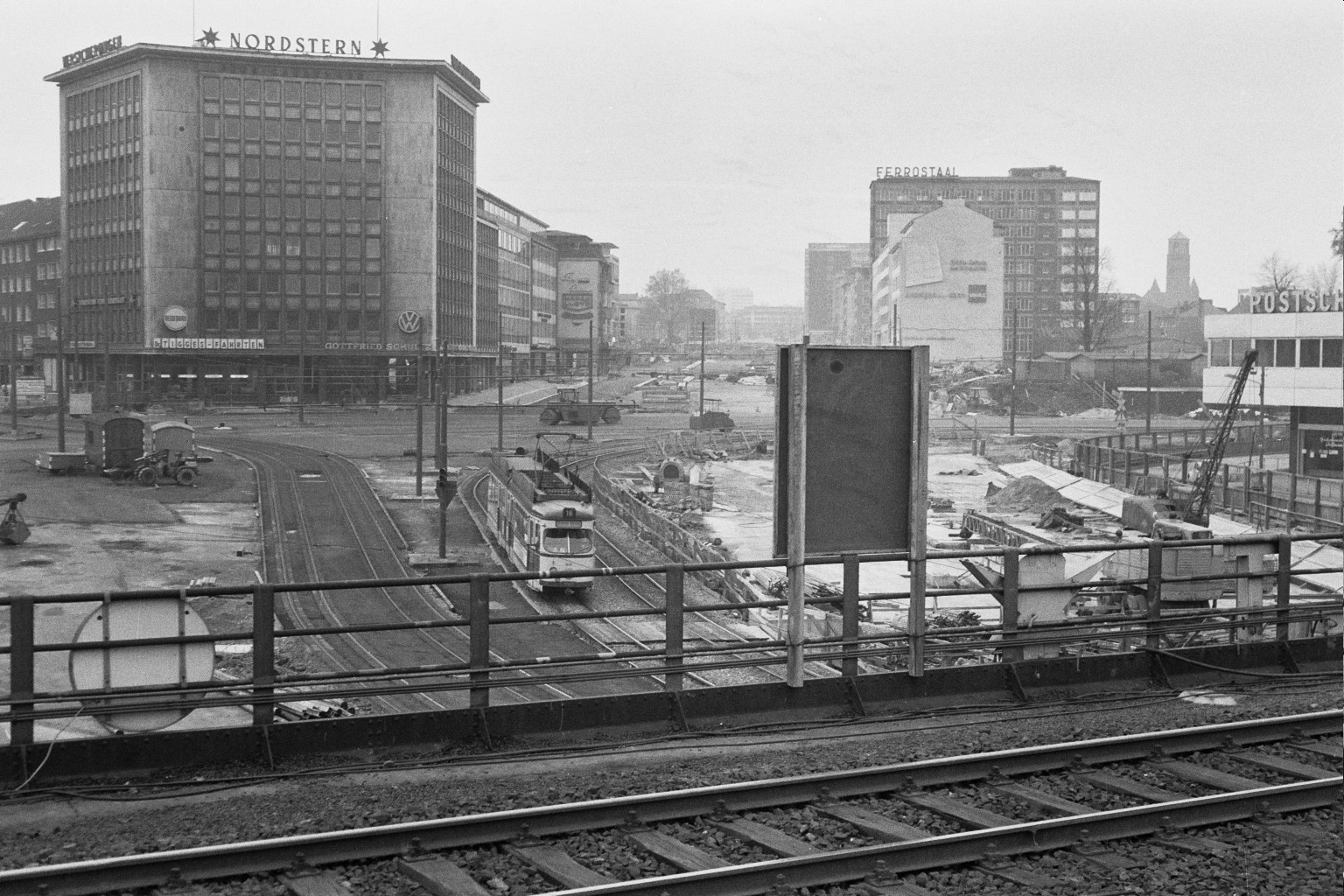
Blick vom Hauptbahnhof auf das Nordsternhaus (1970)

Das Nordsternhaus im Essener Stadtteil Südviertel ist das ehemalige Verwaltungsgebäude des Nordstern-Versicherungskonzerns.

## Architektur und Geschichte
Das markant konkav gebogene, siebenstöckige Gebäude wurde in den Jahren 1957 bis 1959 als eines der ersten Hochhäuser in Essen nach dem Zweiten Weltkrieg erbaut. Verantwortlich war das Architektenbüro Frank & Baumgartinger. Es liegt südlich gegenüber dem Essener Hauptbahnhof und dominiert den Platz Freiheit, der seit September 2017 Europaplatz heißt. Das nicht unter Denkmalschutz stehende Haus wurde in einem Gutachten der Denkmalschützer in den Bestand qualitätsvoller Bauten aus den Fünfziger Jahren in Essen eingereiht.
In den ersten Jahrzehnten trug das Haus auf dem Dach den charakteristischen Schriftzug der Nordsternversicherung, was dem Haus im Volksmund seinen Namen einbrachte. Die Nordsternversicherung als ursprünglicher Bauherr wurde letztlich von der Axa übernommen. 1991 erwarb der in Essen ansässige Energiekonzern RWE das Haus und besaß es bis 2012, als es der Projektentwickler Kölbl Kruse kaufte und an RWE vermietete. Das Mietverhältnis bestand bis 2017.
Die mehrere Jahre andauernde Sanierung des Gebäudes war im Juni 2016 abgeschlossen, wobei die Fassade in Anlehnung an den Urzustand in Natursteinoptik erscheint. Das Haus wird seit 2017 durch die KPMG Deutschland genutzt.